# Mouvement algérien pour la justice et le développement
Pour les articles homonymes, voir Majd.
Ne doit pas être confondu avec Front de la justice et du développement.
Le Mouvement algérien pour la justice et le développement (MAJD) est un parti politique algérien, créé le 5 novembre 1990.

## Fondation
Ayant démissionné avec fracas du Comité central du FLN le 8 octobre 1990, l'ex-chef du gouvernement Kasdi Merbah dépose le 5 novembre suivant le dossier d'agrément de son propre parti, le Mouvement algérien pour la justice et le développement (MAJD, sigle voulant dire « gloire » en arabe). Il est enregistré en janvier 1991.
Les autres principaux fondateurs du MAJD, dont le siège est fixé à Alger (Villa Laibi, lotissement Capiaux N° 5, Bouzaréah), sont Mohand el hacene AKILAL ancien militant engagé du FLN, écrivain,poète et ex-secretaire général de l'union des écrivains Algériens, MAHMOUD OUARTSI, ancien moudjahid, ex-officier supérieur de l’ALN et de l’ANP, ex-directeur général des Douanes nationales algériennes, Rachid HAMOUCHE ex-PDG d'une entreprise publique, Rafik Bey Ben Sassi (né en 1936 à Guelma, cadre supérieur à Alger, secrétaire national provisoire) et Mohamed Meziani (né en 1939 à Ouled Mimoun, administrateur à Alger, secrétaire national provisoire).

## Orientation
Le MAJD s'oppose « au pouvoir personnel qui a mené au naufrage », au FLN qui « a abandonné son projet de société » originel et au « libéralisme sauvage » du gouvernement Hamrouche. Il se prononce en faveur d'une démarche « s'inspirant des valeurs arabo-islamiques, des idéaux de Novembre 1954 et de la consolidation d'un État démocratique moderne ». Son programme fait « référence à l'amazighité » et reprend l'essentiel de la stratégie économique de Boumédiène.

## Division
Après l'assassinat de son principal animateur, le parti est miné par des rivalités entre ses autres dirigeants. 
Il ne réussit pas à s’imposer sur la scène politique nationale.
Moulay, l'un des fondateurs, en tant que coordinateur national, assure la survie du parti alors qu'une deuxième aile, celle d’Abdelkader Merbah choisira la scission en lançant en 1998, le Rassemblent patriotique républicain (RPR).
Il est dirigé en 2012 par Derriche Mokrane.